# Xã Mayville, Quận Traill, Bắc Dakota
Xã Mayville (tiếng Anh: Mayville Township) là một xã thuộc quận Traill, tiểu bang Bắc Dakota, Hoa Kỳ. Năm 2010, dân số của xã này là 133 người.